# نیژنی آرادیریخ
نیژنی آرادیریخ (به لاتین: Nizhny Aradirikh) یک منطقهٔ مسکونی در روسیه است که در داغستان واقع شده‌است.